# Pithecellobium hymenaeafolium
Pithecellobium hymenaeafolium är en ärtväxtart som först beskrevs av Carl Ludwig von Willdenow, och fick sitt nu gällande namn av George Bentham. Pithecellobium hymenaeafolium ingår i släktet Pithecellobium och familjen ärtväxter. Inga underarter finns listade i Catalogue of Life.